# 耀西的手工世界
《耀西的手工世界》是一款由Good-Feel开发，任天堂发行在Nintendo Switch上的平台游戏。游戏最早于2017年任天堂E3展会上公布相关信息，并于2019年3月29日正式发售。

## 登場角色
耀西（Yoshi）
烏龜族，耀西島的一員，瑪利歐的青梅竹馬及好搭檔。擁有可伸長抓物的舌頭。族內有許多與其外貌相同顏色互異的族人，經常與凱瑟琳搭檔。
卡美克（Kamek）
为库巴族最强大的魔法师，同时也掌管着一批军队。负责照顾库巴JR.，并担任军师一职。

## 遊戲玩法
游戏采用了童趣可爱的艺术风格，版面由各种手工材料构成。同时，游戏也運用了多重背景進行互動，使得玩家需认真觀察背景事物才能進行探索。此外，遊戲也存在逆向進行的地圖，包括由外面轉向為內部面向玩家，從而變成另一個新探索場景，亦會有由終點反向變成起點以找尋跟著耀西的寵物小狗們為關卡目標。反向進行的找尋小狗會作為每關的裡關卡，背景亦會橫向翻轉面向玩家的背景會隱藏，轉換成另一邊原來玩家視點看不到的新背景及場景交替。
遊戲包含了众多多元化的操控關卡，包括操縱賽車競速關卡、飛機航空關卡、操作大型機械人破壞前方障礙等關卡，並且有扭蛋機以遊戲幣鼓勵性質可獲得小道具或紙模型穿著協助遊玩，以及運用場景進行互動變化的頭目戰。
遊戲支援進行雙人參與遊玩，並且部份进行雙人游玩而達成的場景互動将并不影響單人遊戲體驗。

## 开发
游戏最早公布于2017年的E3展会，並计划於2018年發售。
2019年1月9日，任天堂公布了游戏的正式发售时间为当年3月29日。。

## 评价
| 汇总媒体   | 得分   |
| ---------- | ------ |
| Metacritic | 80/100 |

| 媒体           | 得分    |
| -------------- | ------- |
| Destructoid    | 7.5/10  |
| Game Informer  | 8.25/10 |
| GamesRadar+    | [ 6 ]   |
| GameSpot       | 8/10    |
| IGN            | 7.8/10  |
| Jeuxvideo.com  | 16/20   |
| Nintendo Life  | [ 10 ]  |
| 任天堂世界报道 | 8.5/10  |
| USGamer        | [ 12 ]  |

- 本作在发售首周登上英国电子游戏商店的销售榜首。[13][14][15]
- 發售首3日，本作已在全球售出111萬套。
- [16]截至2022年12月，本作已售出335萬份[17]

## 外部連結
- 官方網頁 (日本)  （页面存档备份，存于）（日語）